# Comandante Fontana
Comandante Fontana är en kommunhuvudort i Argentina.   Den ligger i provinsen Formosa, i den norra delen av landet, 1 000 km norr om huvudstaden Buenos Aires. Comandante Fontana ligger 103 meter över havet och antalet invånare är 5 655.
Terrängen runt Comandante Fontana är mycket platt. Runt Comandante Fontana är det mycket glesbefolkat, med 2 invånare per kvadratkilometer..
I omgivningarna runt Comandante Fontana växer huvudsakligen savannskog.